# Sethrida Geagea
Sethrida Geagea (arabe : ستريدا جعجع) (autre orthographe du prénom : Strida), née Taouk en 1967 au Ghana, fille d'une famille de notables de Bcharré au Mont Liban, est l'épouse de Samir Geagea depuis 1987. Elle joue un grand rôle dans le parti des Forces libanaises pendant l'emprisonnement de son époux (1994-2005).

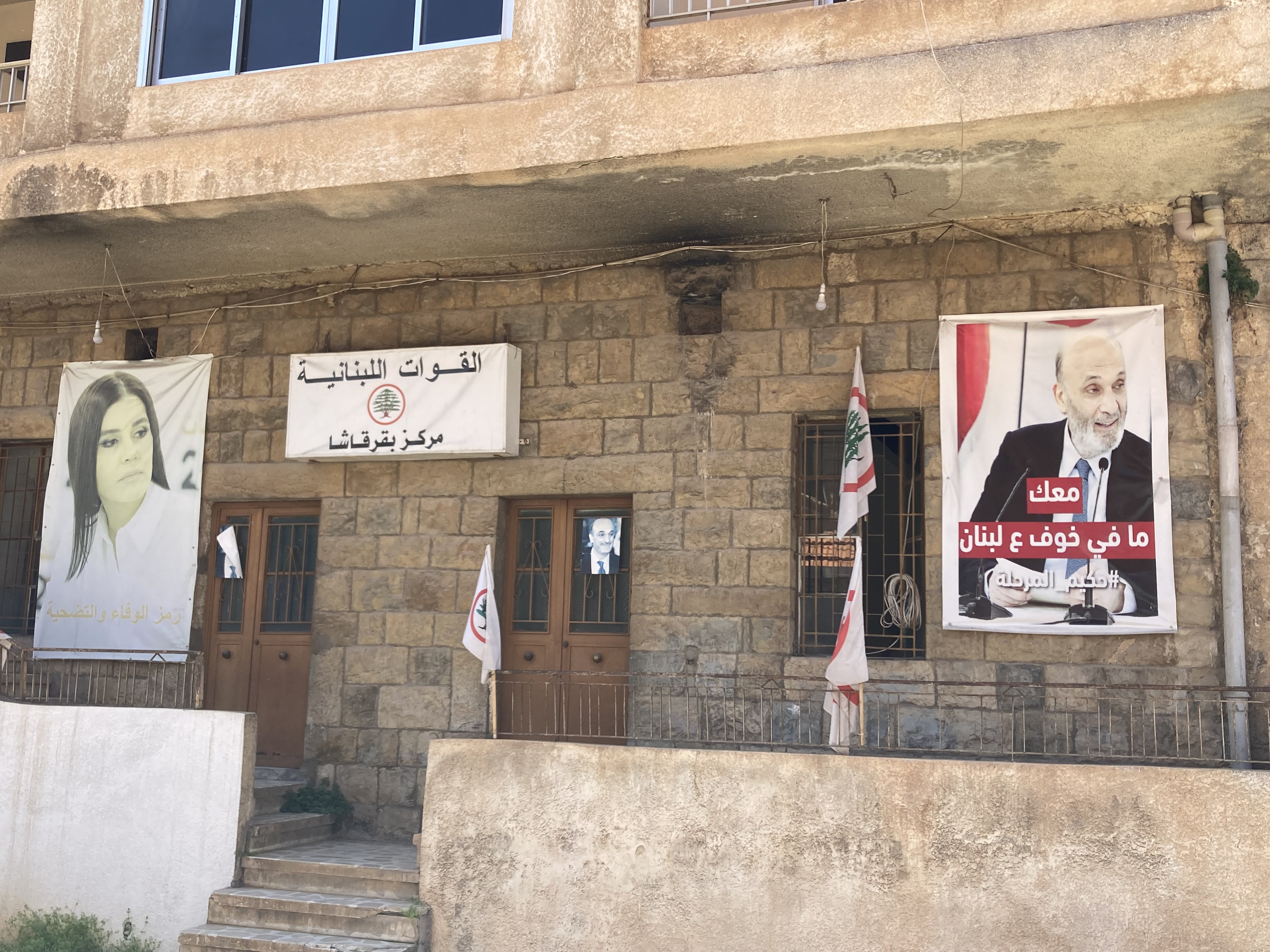
Permanence politique des époux Geagea dans leur fief de Bcharré (fin avril 2025).

## Biographie
Députée de Bcharré à l'Assemblée nationale depuis les élections de mai-juin 2005, son parti rejoint l’Alliance du 14-Mars animée par le Courant du futur de Saad Hariri et le Parti socialiste progressiste de Walid Joumblatt. Depuis la libération de son époux Samir en juillet 2005 et leur retour d'Europe en automne 2005, Sethrida apparaît moins souvent que son époux sur la scène politique et médiatique libanaise. Elle est cependant réélue députée en 2009 et en 2018. Elle est considérée comme proche de la ligne dure des Forces libanaises.